# Blahutovice
Blahutovice (německy Blattendorf) jsou vesnice, část obce Jeseník nad Odrou v okrese Nový Jičín. Nachází se asi 4 km na jihozápad od Jeseníku nad Odrou. V roce 2009 zde bylo evidováno 70 adres. V roce 2001 zde trvale žilo 164 obyvatel.
Blahutovice jsou také název katastrálního území o rozloze 5,3 km2.
V roce 2021 byla na území obce otevřena rozhledna Blahutovice u Jeseníku nad Odrou.

## Plány na výstavbu Jaderné elektrárny Blahutovice
Plány na výstavbu jaderné elektrárny u Blahutovic existují již od 70. let. Území pro výstavbu elektrárny je dlouhodobě blokováno v celorepublikovém územním plánu. Předpokládá se, že výstavba Jaderné elektrárny Blahutovice přijde na řadu až po dostavbě Temelína a Dukovan, nejdříve tedy kolem roku 2040. Fukušimská havárie by plány na výstavbu elektrárny neměla nijak ovlivnit.